# Malayepipona malickyi
Malayepipona malickyi (лат.) — вид одиночных ос рода Malayepipona (Eumeninae).

## Распространение
Ориентальная область, в том числе, Вьетнам.

## Описание
Мелкие осы (длина около 1 см). Основная окраска чёрная с желтовато-оранжевыми отметинами. Следующие части оранжево-жёлтые: крупные пятна на верхнем боковом углу наличника, узкая полоса по внутреннему краю глаза, идущая от основания лба почти до глазного синуса, пятно на лбу, пятна на базальной части жвал, усиковый валик снизу, узкая полоса на вершинном крае первого и второго тергита. Ноги чёрные. Голова спереди субокруглая, её ширина примерно в 1,15 раза больше высоты. Темя с небольшими головными ямками, густо опушенными, расположены далеко друг от друга, расстояние между ямками примерно равно расстоянию между задними глазками; углубление для головных ямок рудиментарно. Расстояние от задних глазков до апикального края темени примерно в два раза больше расстояния от задних глазков до внутреннего края глаза. Нижнечелюстные щупики 6-члениковые, а нижнегубные состоят из 4 сегментов (формула 6,4).

## Таксономия
Таксон Malayepipona malickyi был впервые описан в 2010 году австрийским энтомологом Йозефом Гусенляйтнером (нем. Josef Gusenleitner; Линц, Австрия), а его валидный статус подтверждён в ходе ревизии, проведённой в 2021 году китайскими энтомологами Yue Bai, Bin Chen, Ting-Jing Li (Chongqing Normal University, Чунцин, Китай).